# Jennifer Zietz
Jennifer „Jenny“ Zietz (* 14. September 1983 in Rostock) ist eine deutsche Fußballtrainerin, ehemalige Fußball- und Nationalspielerin. Die Mittelfeldspielerin spielte für den Bundesligisten 1. FFC Turbine Potsdam. Anfang 2023 übernahm sie die sportliche Leitung beim damaligen Frauen-Regionalligaligisten Union Berlin. 2024 gelang der Aufstieg in die 2. Bundesliga, 2025 stieg Union Berlin in die Bundesliga auf.

## Werdegang

### Vereinsfußball
Jennifer Zietz begann ihre Karriere im Alter von sechs Jahren bei der BSG Post Rostock. 1999 wechselte sie zum 1. FFC Turbine Potsdam. Mit Turbine wurde sie sechsmal deutsche Meisterin und dreimal DFB-Pokalsiegerin. Sie gewann fünfmal den DFB-Hallenpokal und wurde 2002 als beste Torschützin ausgezeichnet. Größte Erfolge im Verein waren der Gewinn des UEFA Women’s Cup im Jahre 2005 und der Gewinn der Champions League 2010. Am 1. April 2007 übernahm sie das Amt des Mannschaftskapitäns, nachdem ihre Vorgängerin Ariane Hingst zum schwedischen Erstligisten Djurgården Damfotboll wechselte. Im Mai 2012 zog sich Zietz einen Kreuzbandriss zu.
Am Ende der Saison 2014/15 beendete Zietz ihre Karriere.

### Nationalmannschaft
Ihr erstes Länderspiel für die deutsche Nationalmannschaft bestritt sie am 28. Januar 2005 gegen Australien. Mit der U-21-Nationalmannschaft gewann sie im Juli 2006 den Nordic Cup. Ihr erstes Länderspieltor erzielte sie am 1. März 2010 während des Algarve-Cups gegen China in der Nachspielzeit. Mit der Nationalmannschaft gewann Zietz die Europameisterschaft 2009, blieb beim Turnier jedoch ohne Einsatz.

### Trainerin
In der Saison 2016/17 kehrte Zietz als Co-Trainerin unter Matthias Rudolph zum 1. FFC Turbine Potsdam zurück. Danach übernahm sie im Verein die neu geschaffene Position der Koordinatorin für Leistungssport. Zudem arbeitet sie für die AOK in Brandenburg als Sportmanagerin.
Die Manager-Funktion als Geschäftsführerin Profifußball Frauen hat sie seit Beginn 2023 beim Frauenfußball des 1. FC Union Berlin inne.

## Erfolge

### Vereinsfußball
- Champions-League-Siegerin: 2010
- UEFA-Women’s-Cup-Siegerin: 2005
- Deutsche Meisterin: 2004, 2006, 2009, 2010, 2011, 2012
- DFB-Pokalsiegerin: 2004, 2005, 2006
- DFB-Hallenpokalsiegerin: 2004, 2005, 2008, 2009, 2010, 2014

### Nationalmannschaften
- Europameister 2009
- Algarve-Cup-Sieger 2010
- Nordic Cup-Sieger 2006

## Soziales Engagement
Seit 2013 engagiert sich Jennifer Zietz bei Show Racism the Red Card – Deutschland e. V. und beteiligte sich an der Kampagne „Unsere Elf gegen Rassismus“.